# Barchovská plošina
Barchovská plošina je geomorfologický okrsek v jihozápadní části Chlumecké tabule, ležící v okrese Hradec Králové v Královéhradeckém kraji.

## Poloha a sídla
Území okrsku se nachází zhruba mezi sídly Humburky (na severozápadě), Prasek (na severu), Nechanice (na severovýchodě), Roudnice (na jihovýchodě), Kosice (na jihu), Chlumec nad Cidlinou (na jihozápadě) a Nepolisy (na západě). Uvnitř okrsku leží titulní obec Barchov a větší obce Měník a Boharyně, na jihozápadě částečně zasahuje město Chlumec nad Cidlinou.

## Geomorfologické členění
Okrsek Barchovská plošina (dle značení Jaromíra Demka VIC–1B–3) náleží do celku Východolabská tabule a podcelku Chlumecká tabule. Dále se již nečlení.
Plošina sousedí s dalšími okrsky Východolabské tabule: Libčanská plošina na východě, Urbanická brána na jihu, Nechanická tabule na severovýchodě, Ostroměřská tabule na severu, Novobydžovská tabule na severozápadě a Krakovanská tabule na jihozápadě.

## Významné vrcholy
Nejvyšším významným vrcholem okrsku je Chlum (284 m n. m.).
Nejvyšším bodem okrsku je bezejmenná kóta (289 m n. m.) ve Zdechovicích.